# Alex Lawther
Alexander Jonathan Lawther (Petersfield, 4 mei 1995) is een Engels acteur.
Lawther maakte in 2013 zijn filmdebuut als Benjamin Britten in het docudrama Benjamin Britten: Peace and Conflict. Een jaar later was hij te zien als een jonge versie van Alan Turing in de biografische film The Imitation Game. Hiervoor kreeg hij de prijs voor Young British Performer of the Year tijdens de London Critics Circle Film Awards van 2015. Lawther speelde in 2016 de hoofdrol in de aflevering 'Shut up and Dance' in het derde seizoen van Black Mirror. Lawther werd in 2017 gecast als James, een van de hoofdpersonages in de tragikomische serie The End of the F***ing World.

## Filmografie
*Exclusief televisiefilms
- The French Dispatch (2021)
- The Last Duel (2021)
- Les traducteurs (2019)
- Old Boys (2018)
- Ghost Stories (2017)
- Goodbye Christopher Robin (2017)
- Carnage: Swallowing the Past (2017)
- Freak Show (2017)
- Departure (2015)
- X+Y (2014)
- The Imitation Game (2014)
- Benjamin Britten: Peace and Conflict (2013)

## Televisieseries
*Exclusief eenmalige gastrollen
- Andor - Karis Nemik (2022-2025, vijf afleveringen)
- The End of the F***ing World - James (2017-2019, zestien afleveringen)
- Howards End - Tibby Schlegel (2017, vier afleveringen)
- Black Mirror - Shut up and dance (2016)
- Alien: Earth als Joseph "Joe" Hermit (2025-heden)

- Gemeinsame Normdatei: 1050119908
- International Standard Name Identifier: 0000 0004 4233 114X
- Library of Congress Control Number: no2018004759
- Nationale Bibliotheek van Israël: 987007385842405171
- Virtual International Authority File: 308194980
- WorldCat: E39PCjJHkRXFFmHXyHp3rvhVhb